# Lepidium oleraceum
Lepidium oleraceum (Engels: Cook’s scurvy grass, Maori: nau of ngau) is een plantensoort uit de kruisbloemenfamilie (Brassicaceae). Het is een sterk vertakt meerjarig, kruid die kan groeien tot 1 meter hoogte. De rechtopstaande tot liggende stengels zijn stevig en buigzaam en enigszins houtachtig aan de basis. De donkergroene bladeren zijn vlezig en gekarteld aan de rand. De witte bloemetjes zijn geurig. 
De soort komt voor in Nieuw-Zeeland en op omliggende eilandengroepen zoals de Kermadeceilanden, Driekoningeneilanden, Stewarteiland en de Bountyeilanden. Hij groeit daar in kustgebieden en wordt meestal aangetroffen in brokkelige en goed bemeste bodems, guano-afzettingen of rotsspleten waarin zeevogels slapen en broeden. Af en toe groeit hij ook te midden van hogere vegetatie, vaak in de buurt van nestplaatsen van (pijl)stormvogels.
... · 
L. campestre (Veldkruidkers) · 
L. densiflorum (Dichtbloemige kruidkers) · 
L. draba (Pijlkruidkers) · 
L. graminifolium (Graskers) · 
L. heterophyllum (Rozetkruidkers) · 
L. latifolium (Peperkers) · 
L. meyenii · 
L. ruderale (Steenkruidkers) · 
L. sativum (Tuinkers) · 
L. virginicum (Amerikaanse kruidkers) · 
...